# Jeff Woywitka
Jeff Woywitka (né le 1er septembre 1983 à Vermilion, dans la province de l'Alberta au Canada) est un joueur professionnel de hockey sur glace évoluant à la position de défenseur.

## Carrière
Après avoir remporté la Coupe Memorial au terme de sa deuxième saison au niveau junior avec les Rebels de Red Deer de la Ligue de hockey de l'Ouest, Woywitka est réclamé par les Flyers de Philadelphie au premier tour du repêchage de la Ligue nationale de hockey en 2001. Il reste tout de même pour deux autres saisons avec les Rebels et représente en 2003 l'équipe du Canada qui prend part au championnat du monde junior.
Il devient joueur professionnel en 2003 alors qu'il rejoint le club affilié aux Flyers dans la Ligue américaine de hockey, les Phantoms de Philadelphie. Il ne joue que 29 rencontres avec ces derniers avant d'être échangé avec deux choix de repêchage par les Flyers aux Oilers d'Edmonton en retour de l'attaquant Mike Comrie.
C'est en 2005-2006 qu'il aura la chance d'évoluer pour la première fois dans la LNH après avoir été acquis par les Blues de Saint-Louis dans la transaction qui envoyait aux Oilers le défenseur étoile Chris Pronger. Woywitka prend part à 26 rencontres avec le grand club, évoluant durant le reste de la saison pour le club école de Blues, les Rivermen de Peoria.
Le défenseur partage les saisons suivantes entre les Blues et leur club affilié jusqu'en 2008-2009. Au terme de cette saison, il s'engage en tant qu'agent libre avec les Stars de Dallas.
À l'été 2011, les Canadiens de Montréal accordent un contrat d'un an à deux volets a Woywitka. Le défenseur croit que le fait de jouer à Montréal pourrait relancer sa carrière.
Le 6 octobre 2011, il est réclamé au ballotage par les Rangers de New York.

## Statistiques

### Statistiques en club
| Saison     | Équipe                   | Ligue          |     | Saison régulière | Saison régulière | Saison régulière | Saison régulière | Saison régulière |   | Séries éliminatoires | Séries éliminatoires | Séries éliminatoires | Séries éliminatoires | Séries éliminatoires |
| Saison     | Équipe                   | Ligue          | PJ  | B                | A                | Pts              | Pun              | PJ               | B | A                    | Pts                  | Pun                  |                      |                      |
| 1999-2000  | Rebels de Red Deer       | LHOu           | 67  | 4                | 12               | 16               | 40               | 4                | 0 | 3                    | 3                    | 2                    |                      |                      |
| 2000-2001  | Rebels de Red Deer       | LHOu           | 72  | 7                | 28               | 35               | 113              | 22               | 2 | 8                    | 10                   | 25                   |                      |                      |
| 2001       | Rebels de Red Deer       | Coupe Memorial | -   | -                | -                | -                | -                | 4                | 0 | 0                    | 0                    | 0                    |                      |                      |
| 2001-2002  | Rebels de Red Deer       | LHOu           | 72  | 14               | 23               | 37               | 109              | 23               | 2 | 10                   | 12                   | 22                   |                      |                      |
| 2002-2003  | Rebels de Red Deer       | LHOu           | 57  | 16               | 36               | 52               | 65               | 23               | 1 | 9                    | 10                   | 25                   |                      |                      |
| 2003-2004  | Phantoms de Philadelphie | LAH            | 29  | 0                | 6                | 6                | 51               | -                | - | -                    | -                    | -                    |                      |                      |
| 2003-2004  | Roadrunners de Toronto   | LAH            | 53  | 4                | 18               | 22               | 41               | 3                | 0 | 0                    | 0                    | 2                    |                      |                      |
| 2004-2005  | Roadrunners d'Edmonton   | LAH            | 80  | 6                | 20               | 26               | 84               | -                | - | -                    | -                    | -                    |                      |                      |
| 2005-2006  | Rivermen de Peoria       | LAH            | 53  | 1                | 14               | 15               | 58               | 4                | 0 | 0                    | 0                    | 4                    |                      |                      |
| 2005-2006  | Blues de Saint-Louis     | LNH            | 26  | 0                | 2                | 2                | 25               | -                | - | -                    | -                    | -                    |                      |                      |
| 2006-2007  | Rivermen de Peoria       | LAH            | 41  | 0                | 18               | 18               | 20               | -                | - | -                    | -                    | -                    |                      |                      |
| 2006-2007  | Blues de Saint-Louis     | LNH            | 34  | 1                | 6                | 7                | 12               | -                | - | -                    | -                    | -                    |                      |                      |
| 2007-2008  | Rivermen de Peoria       | LAH            | 52  | 10               | 20               | 30               | 35               | -                | - | -                    | -                    | -                    |                      |                      |
| 2007-2008  | Blues de Saint-Louis     | LNH            | 27  | 2                | 6                | 8                | 12               | -                | - | -                    | -                    | -                    |                      |                      |
| 2008-2009  | Rivermen de Peoria       | LAH            | 7   | 0                | 7                | 7                | 2                | -                | - | -                    | -                    | -                    |                      |                      |
| 2008-2009  | Blues de Saint-Louis     | LNH            | 65  | 3                | 15               | 18               | 57               | 4                | 0 | 0                    | 0                    | 0                    |                      |                      |
| 2009-2010  | Stars de Dallas          | LNH            | 36  | 0                | 3                | 3                | 11               | -                | - | -                    | -                    | -                    |                      |                      |
| 2010-2011  | Stars de Dallas          | LNH            | 63  | 2                | 9                | 11               | 24               | -                | - | -                    | -                    | -                    |                      |                      |
| 2011-2012  | Rangers de New York      | LNH            | 27  | 1                | 5                | 6                | 8                | -                | - | -                    | -                    | -                    |                      |                      |
| 2011-2012  | Whale du Connecticut     | LAH            | 6   | 0                | 3                | 3                | 6                | -                | - | -                    | -                    | -                    |                      |                      |
| 2012-2013  | Rivermen de Peoria       | LAH            | 34  | 1                | 10               | 11               | 22               | -                | - | -                    | -                    | -                    |                      |                      |
| 2013-2014  | Augsburger Panther       | DEL            | 35  | 3                | 6                | 9                | 83               | -                | - | -                    | -                    | -                    |                      |                      |
| 2014-2015  | Augsburger Panther       | DEL            | 52  | 2                | 18               | 20               | 68               | -                | - | -                    | -                    | -                    |                      |                      |
| Totaux LNH | Totaux LNH               | Totaux LNH     | 278 | 9                | 46               | 55               | 149              | 4                | 0 | 0                    | 0                    | 0                    |                      |                      |

### Statistiques en équipe nationale
| Année | Équipe | Évènement                   |   | PJ | B | A | Pts | Pun               |  | Résultat |
| 2003  | Canada | Championnat du monde junior | 6 | 1  | 1 | 2 | 0   | Médaille d'argent |  |          |

### Honneurs et trophées
- Ligue de hockey de l'Ouest
  - Nommé dans la deuxième équipe d'étoiles de l'association de l'Est en 2002.
  - Nommé dans la première équipe d'étoiles de l'association de l'Est en 2003.

### Transactions en carrière
- 2003 : repêché par les Flyers de Philadelphie (1er choix de l'équipe, 7e au total).
- 16 décembre 2003 : échangé par les Flyers avec leur choix de première ronde au repêchage de 2004 (les Oilers sélectionnent avec ce choix Rob Schremp) et de troisième ronde au repêchage de 2005 (Danny Syvret) aux Oilers d'Edmonton en retour de Mike Comrie.
- 2 août 2005 : échangé par les Oilers avec Eric Brewer et Doug Lynch aux Blues de Saint-Louis en retour de Chris Pronger.
- 7 juillet 2009 : signe à titre d'agent libre avec les Stars de Dallas.
- 15 août 2011 : signe à titre d'agent libre avec les Canadiens de Montréal.
- 6 octobre 2011 : Après avoir été placé au ballotage par les Canadiens de Montréal, il est réclamé par les Rangers de New York